# Алтынкуль (футбольный клуб)
Алтынкуль — бывший узбекистанский футбольный клуб из кишлака Алтынкуль Андижанской области.

## История
Основан не позднее 1993 года. В 1994-1996 годах выступал в Первой лиге Узбекистана. Особых успехов не добивался.

## Достижения
5-е место в Первой лиге Узбекистана (1994).